# Reithrodontomys humulis
Reithrodontomys humulis là một loài động vật có vú trong họ Cricetidae, bộ Gặm nhấm. Loài này được Audubon & Bachman mô tả năm 1841.

## Hình ảnh

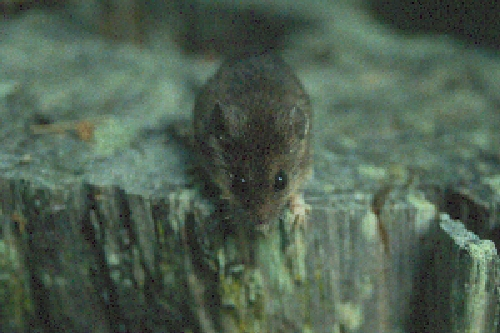